# Grewia eberhardtii
Grewia eberhardtii är en malvaväxtart som beskrevs av Paul Lecomte. Grewia eberhardtii ingår i släktet Grewia och familjen malvaväxter. Inga underarter finns listade i Catalogue of Life.